# Хосейн Садахьяні
Хосейн Садахьяні (перс. حسین صدقیانی, нар. 1 січня 1903, Тебриз — пом. 1 грудня 1982, Тегеран) — іранський футболіст, що грав на позиції нападника. По завершенні ігрової кар'єри — футбольний тренер, перший очільник національної збірної Ірану.
Виступав, зокрема, за клуби «Шарлеруа» та «Фенербахче».

## Ігрова кар'єра
Протягом першої половини 1920-х років перебував спочатку у Туреччині, а згодом в Австрії, де зокрема займався футболом в молодіжних командах відповідно «Фенербахче» і віденського «Рапіда». 1924 року повернувся на батьківщину, де заснував футбольну команду в Мешхеді.
У 26 років знову відправився до Європи, вступивши на навчання до одного з університетів у бельгійському Шарлеруа. Там став гравцем команди друголігового клубу «Маршьєн-Монко». Футбольний хист іранського студента привернув увагу представників тренерського штабу провідного місцевого клубу «Шарлеруа», до складу якого Садахьяні приєднався 1930 року, ставши першим іранським гравцем в європейському футболі. Відіграв за «Шарлеруа» чотири сезони. Був серед найкращих голеодорів, відзначившись 34 забитими голами в 54 матчах чемпіонату.
1935 року знову відправився до Туреччини, де став гравцем столичного «Фенербахче», за який грав до 1936 року.

## Кар'єра тренера
Влітку 1941 року було прийняте рішення про створення національної футбольної збірної Ірану, тренувати яку було запрошено Садахьяні. За виключенням нетривалої перерви у 1948-1949 роках був незмінним головним тренером головної команди Ірану до 1950 року. Паралельно 1945 року почав працювати з футбольною командою Тегеранського університету, підготовкою якої займався до 1964 року.
Помер 1 грудня 1982 року на 80-му році життя у Тегерані.

## Титули і досягнення
- Срібний призер Азійських ігор: 1951